# Ossiculum aurantiacum
Ossiculum aurantiacum är en orkidéart som beskrevs av Phillip James Cribb och Laan. Ossiculum aurantiacum ingår i släktet Ossiculum och familjen orkidéer. Inga underarter finns listade i Catalogue of Life.